# Sphaceloma sorbi
Sphaceloma sorbi är en svampart som först beskrevs av Emil Rostrup, och fick sitt nu gällande namn av Jenkins 1971. Sphaceloma sorbi ingår i släktet Sphaceloma och familjen Elsinoaceae.   Inga underarter finns listade i Catalogue of Life.